# Thorpe Park
Thorpe Park – tematyczny park rozrywki otwarty 24 maja 1979 roku na terenie miast Chertsey i Staines-upon-Thames w Wielkiej Brytanii.

## Atrakcje

### Kolejki górskie

#### Czynne
w 2024 roku w parku znajdowało się 8 czynnych kolejek górskich:
| # | Nazwa                   | Producent  | Data otwarcia   | Typ                            | Wysokość [m] | Prędkość [km/h] | Źródło |
| - | ----------------------- | ---------- | --------------- | ------------------------------ | ------------ | --------------- | ------ |
| 1 | Walking Dead - The Ride | Vekoma     | 23 marca 1996   | stalowy indoor coaster         | 12,7         | 44,6            | [ 3 ]  |
| 2 | Colossus                | Intamin    | 22 marca 2002   | stalowa                        | 30           | 72              | [ 4 ]  |
| 3 | Nemesis Inferno         | B&M        | 5 kwietnia 2003 | stalowa odwrócona              | 29           | 77              | [ 5 ]  |
| 4 | Stealth                 | Intamin    | 15 marca 2006   | stalowy launched hyper coaster | 62,5         | 128,7           | [ 6 ]  |
| 5 | Flying Fish             | Mack Rides | 10 marca 2007   | stalowa rodzinna               | 6,3          | 30,3            | [ 7 ]  |
| 6 | Saw - The Ride          | Gerstlauer | 14 marca 2009   | stalowa                        | 30,5         | ?               | [ 8 ]  |
| 7 | Swarm                   | B&M        | 15 marca 2012   | stalowy wing coaster           | 38,7         | 95              | [ 9 ]  |
| 8 | Hyperia                 | Mack Rides | 24 maja 2024    | stalowy hyper coaster          | 71,9         | 128,7           | [ 10 ] |

#### Usunięte
Do roku 2024 z 9 zbudowanych w historii parku kolejek górskich 1 została usunięta:
| # | Nazwa       | Producent  | Data otwarcia | Data zamknięcia      | Typ              | Wysokość [m] | Prędkość [km/h] | Źródło |
| - | ----------- | ---------- | ------------- | -------------------- | ---------------- | ------------ | --------------- | ------ |
| 1 | Flying Fish | Mack Rides | 1983          | 31 października 2004 | stalowa rodzinna | 6,3          | 30,3            | [ 12 ] |